# Bromsljus
Bromsljus, även kallat stopplykta, är en röd, bakåtriktad lykta med kraftigt sken, som finns på motorfordon, släpvagnar och spårvagnar, och som anger när färdbromsen är tillslagen. Syftet är att bakomvarande trafikanter lättare ska uppfatta en inbromsning. Svensk lag kräver två bromsljus på personbilar. På äldre bilmodeller krävdes endast en. Många tillverkare utrustar idag bilen med ett tredje, högt placerat bromsljus, vilket är lagstadgad utrustning i USA från och med 1986 års modell. En typisk glödlampa för bromsljus har effekten 21 Watt. I dag blir det allt vanligare att LED-teknik används i bromsljus.